# Paranarthrurella caudata
Paranarthrurella caudata is een naaldkreeftjessoort . De wetenschappelijke naam van de soort is voor het eerst geldig gepubliceerd in 1965 door Kudinova-Pasternak.